# Upwood
Upwood är en by i civil parish Upwood and the Raveleys, i distriktet Huntingdonshire, i grevskapet Cambridgeshire i England. Byn är belägen 10 km från Huntingdon. Upwood var en civil parish fram till 1935 när blev den en del av Upwood and the Raveleys. Civil parish hade 322 invånare år 1931. Byn nämndes i Domedagsboken (Domesday Book) år 1086, och kallades då Upehude.